# Paraschistura punjabensi
Paraschistura punjabensi  (anteriormente, Schistura punjabensis) es una especie de peces de la familia Balitoridae en el orden de los Cypriniformes.

## Morfología
• Los machos pueden llegar alcanzar los 8 cm de longitud total.

## Distribución geográfica
Se encuentra en el Pakistán y la India.

## Hábitat
Es un pez de agua dulce.